# Scatella pilimana
Scatella pilimana är en tvåvingeart som beskrevs av Wirth 1955. Scatella pilimana ingår i släktet Scatella och familjen vattenflugor. Inga underarter finns listade i Catalogue of Life.